# Giovanni Brusca
Giovanni Brusca, né le 20 février 1957 à San Giuseppe Jato (province de Palerme, Sicile), est un criminel italien appartenant au clan des Corleonesi, famille de la mafia sicilienne.

## Biographie
Brusca est emprisonné en 1996 mais, ayant collaboré et obtenu le statut de repenti, il a bénéficié d'un régime de liberté conditionnelle en 2004, qui a ensuite été levé.
Il est finalement relâché le 31 mai 2021 après avoir purgé sa peine écourtée pour bonne conduite, de la prison romaine de Rebibbia après 25 ans derrière les barreaux, période au cours de laquelle il avait accepté de collaborer avec les autorités. Il restera cependant sous liberté surveillée pendant quatre ans.

## Crimes
Au sein de l'organisation il est surnommé « l'égorgeur d'humains » à cause des nombreux meurtres qu'il a commis. 
Giovanni Brusca commet son premier homicide en 1976 à l'âge de 19 ans pour le compte de son parrain Totò Riina. Il vivra 5 années en cavale avant d'être arrêté en 1996 près d'Agrigente où il se cache avec son frère Enzo. 
C'est également Brusca qui a appuyé sur le détonateur de la bombe qui tua au mois de mai 1992 le juge Falcone, alors principal acteur de la lutte antimafia. Lors de son arrestation, il a avoué « plus de cent meurtres mais moins de deux cents ». 

« J'ai tué Giovanni Falcone. Mais ce n'était pas la première fois : j'avais déjà utilisé la voiture piégée pour tuer le juge Rocco Chinnici et les hommes de son escorte. Je suis responsable de la séquestration et de la mort du petit Giuseppe Di Matteo qui avait treize ans lors de son enlèvement et quinze ans quand il fut tué. J'ai commis et ordonné personnellement plus de cent cinquante crimes. Encore aujourd'hui, je n'arrive pas à me rappeler, un par un, les noms de tous ceux que j'ai tués. Beaucoup plus de cent, mais sûrement moins de deux cents. »

— Giovanni Brusca, déclaration tirée du livre Ho ucciso Giovanni Falcone de Saverio Lodato, éditeur Mondadori
En novembre 1993, il enlève Giuseppe Di Matteo, le fils du mafieux repenti Mario Santo Di Matteo qui collabore avec la justice italienne dans le cadre du maxi-procès de Palerme contre la Cosa Nostra. Giuseppe Di Matteo est âgé de 13 ans au moment de son enlèvement. Il est retenu en otage jusqu'en janvier 1996 près de San Giuseppe Jato, un fief de Cosa nostra dans la campagne au sud-ouest de Palerme. Giovanni Brusca étranglera le jeune Giuseppe Di Matteo puis fera disparaître son corps en le dissolvant dans de l'acide.

## Source
- John Dickie, Cosa Nostra. L'histoire de la mafia sicilienne de 1860 à nos jours, Paris, Buchet Chastel, 2007.
- Notices d'autorité :   - VIAF
  - ISNI
  - LCCN
  - GND
  - Italie
  - WorldCat